# Peleteria versuta
Peleteria versuta là một loài ruồi trong họ Tachinidae.